# 帰郷 (村下孝蔵の曲)
「帰郷」（ききょう）は、1981年6月21日にリリースされた村下孝蔵の3枚目のシングル。

## 解説
村下のデビュー2年目、3枚目のシングルとして発売された。また翌年発売のアルバム『夢の跡』の9曲目として収録された。歌詞にかつて駅構内にあった伝言板が登場する。

## 収録曲
- 全曲、作詞・作曲:村下孝蔵

1. 帰郷
  - 編曲:水谷公生
2. 未成年
  - 編曲:水谷公生／コーラスアレンジ:町支寛二